# Guerra Cayuse
La guerra Cayuse fue un conflicto armado que tuvo lugar en el noroeste de los Estados Unidos entre 1848 y 1855, y que enfrentó a la tribu india de los cayuse contra el gobierno y los colonos blancos locales.

## Causas: choque de culturas y la masacre Whitman
En 1836, dos misioneros llamados Marcus Whitman y Narcissa Whitman fundaron una misión entre los indios cayuse, en Waiilatpu, ocho kilómetros al oeste del actual Walla Walla, Washington. Además de evangelizar, los misioneros establecieron escuelas, molinos e introdujeron el regadío en las cosechas. Su trabajo avanzaba lentamente hasta que en 1842 Marcus Whitman convenció al American Board of Commissioners for Foreign Missions (una entidad dedicada a las misiones) para que diera apoyo. Al volver al año siguiente, se unió a unos 1000 colonos que viajaban al territorio de Oregón.
El influjo de los colonos blancos llevó a una escalada de la tensión con los nativos, todo ello por incomprensiones culturales y hostilidades mutuas. Por ejemplo, los cayuse creían que arar el terreno profanaba el espíritu de la tierra. Los colonos, como agricultores, naturalmente no aceptaban eso. Los cayuse esperaban un pago por parte de las caravanas que pasaban por su territorio y que usaban como alimento los animales de los cuales dependía la población nativa; los colonos no comprendían eso, y echaban a los nativos que solicitaban el pago, pensando que eran meros mendigos.
Los nuevos colonos anglosajones trajeron enfermedades. En 1847 una epidemia de sarampión mató a la mitad de los cayuse. Los cayuse sospecharon que Marcus Whitman —un médico y líder religioso, por lo tanto un chamán— era el responsable de las muertes de sus familiares, causando el desastre para facilitar el camino a nuevos inmigrantes. Buscando venganza, los cayuse atacaron la Misión Whitman el 29 de noviembre de 1847. Fueron asesinados 14 colonos, incluyendo a Marcus y Narcissa Whitman. La mayor parte de las edificaciones de Waiilatpu fue destruida. El lugar es hoy en día un Lugar Histórico Nacional. Durante varias semanas, 53 mujeres y niños fueron retenidos antes de ser liberados.
Este hecho, que se conoce como la masacre Whitman, inició la Guerra Cayuse.

## Violencia posterior
En 1848 una fuerza de más de 500 milicianos, liderada por el clérigo Cornelius Gilliam y apoyada por el ejército, marchó contra los cayuse y otras tribus del centro de Oregón. Los cayuse inicialmente se negaron a suspender las hostilidades, e hicieron incursiones en asentamientos aislados. Sin embargo, fueron incapaces de mostrar una resistencia eficaz contra la potencia de fuego de sus enemigos, por lo que tuvieron que refugiarse en las Montañas Blue de Oregón.
En 1850, la tribu entregó a cinco miembros —Tiloukaikt, Tomahas, Klokamas, Isaiachalkis, y Kimasumpkin— para que fueran juzgados por el asesinato de los Whitman. Todos fueron declarados culpables por una comisión militar y ahorcados el 3 de junio de 1850. El ahorcamiento fue dirigido por el jefe de policía Joseph L. Meek.
Sin embargo, esto no finalizó el conflicto, y se produjeron derramamientos de sangre esporádicos durante otros cinco años hasta que los cayuse fueron finalmente derrotados en 1855.

## Secuelas
Como resultado de su derrota, los cayuse, con su población ya muy reducida y la mayor parte de las tierras tribales confiscadas, fueron integrados en las Tribus Confederadas de la Reserva India Umatilla, junto a los umatilla y los Walla Walla.
La guerra tuvo significativas consecuencias a largo plazo en la región. Abrió el territorio cayuse a la colonización blanca, pero echó a perder las relaciones entre los blancos y las tribus nativas y dejó el terreno abonado para una serie de nuevas guerras que tuvieron lugar en los siguientes 40 años.